# 大魚神社

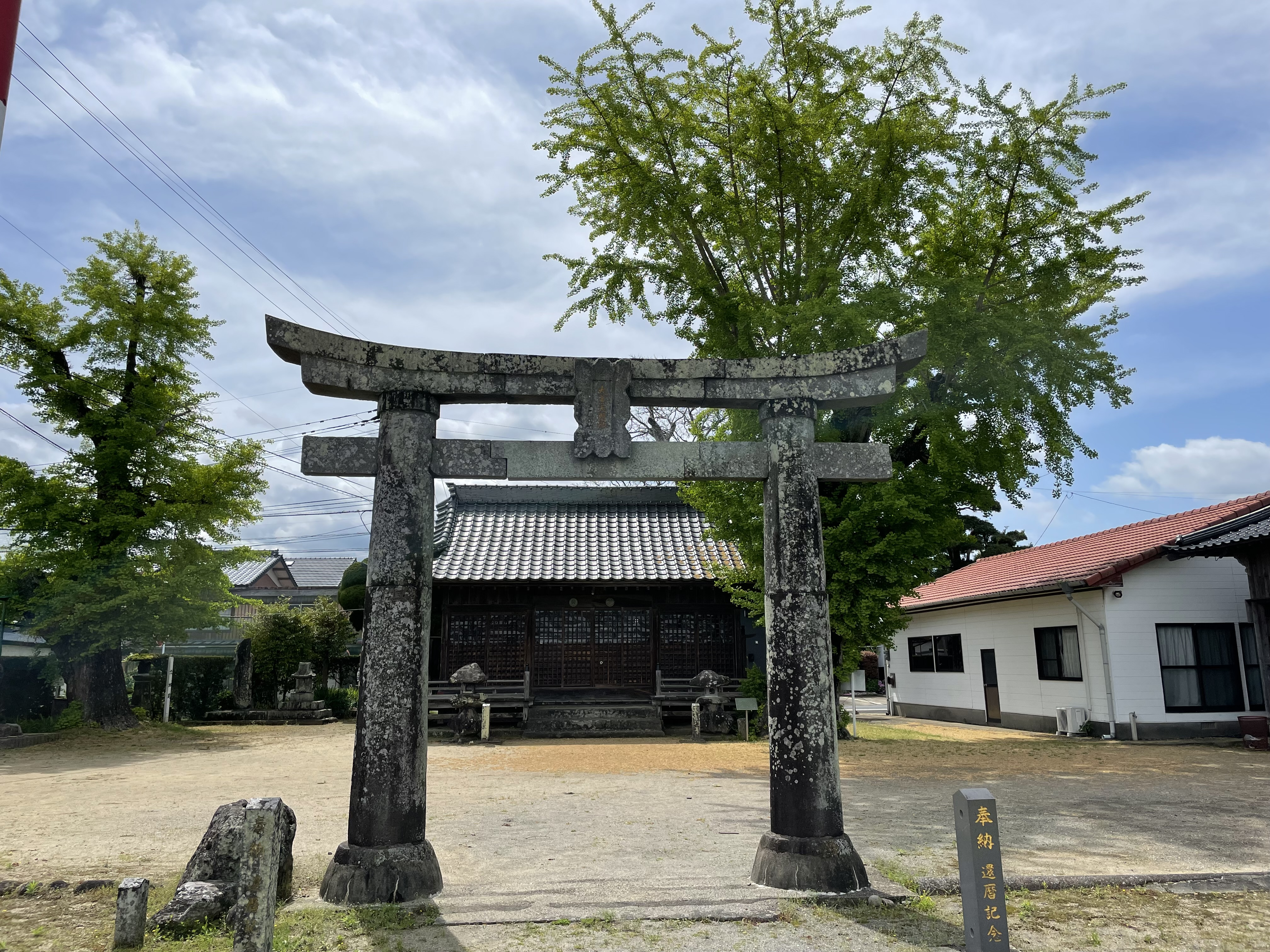
社殿・石造鳥居

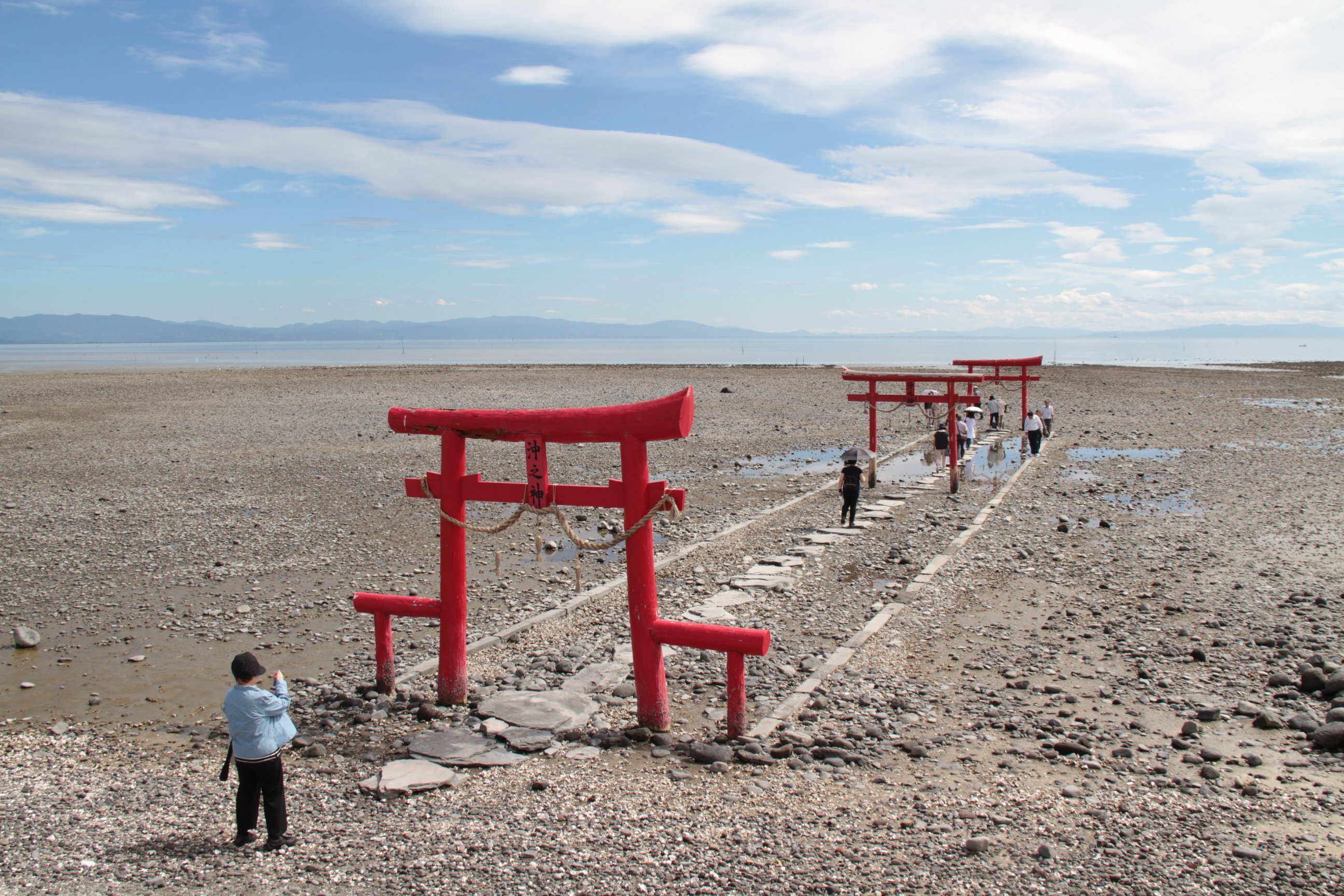
海中鳥居は干潮時に歩いて近づくことができる

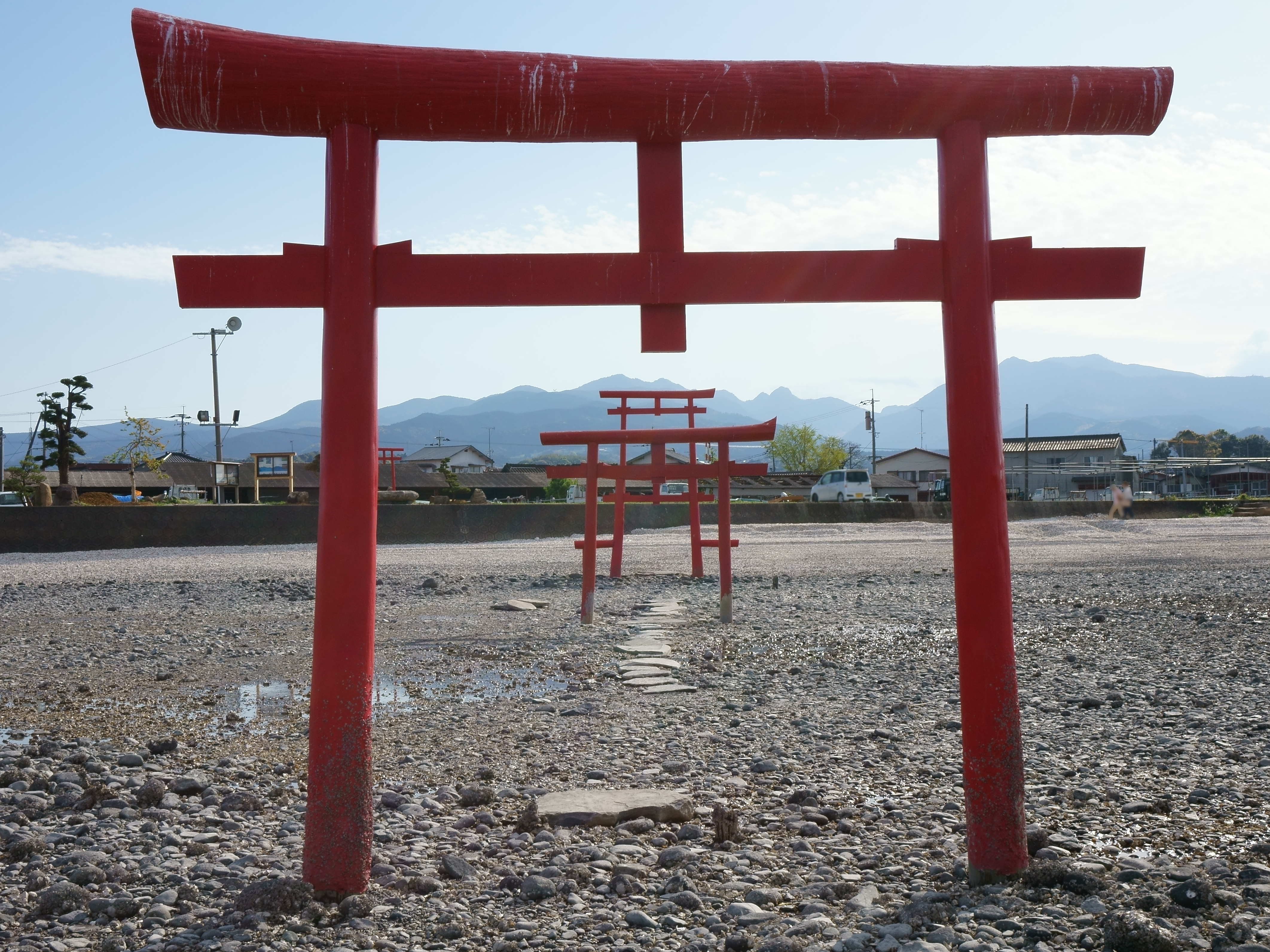
海中鳥居は多良岳-大魚神社神殿-沖ノ島を結ぶ直線上にある

大魚神社（おおうおじんじゃ）は、佐賀県藤津郡太良町多良にある神社。有明海に面した場所にあり、複数の鳥居が海中に建てられている。

## 祭神

### 主祭神
- 大魚大明神[1]

## 歴史
創立年代は不明。言い伝えによれば、沖ノ島に取り残された代官が大きな魚に助けられたことに感謝して建立されたという。
諫早氏第6代・諫早茂元の時代に、海運に関する祈願所として、社殿の再興（天和2年（1682年））や鳥居の建立（元禄6年（1693年））といった整備が行われた。30年に一度、鳥居を建立する風習が伝わる。

## 境内
- 本殿 - 多良岳と沖ノ島を結ぶ線上に建つ[1]。
- 海中鳥居 - 大魚神社と沖ノ島の間に奉賛として建てられている海中鳥居[1]。扁額には「沖之神」とある。
- 六地蔵
- 籠堂

## 神事・祭り
- 千乃灯篭祭り - 太良町が開いた祭りで、毎年8月に行われている。